# Імеретинська культура
Імерети́нська культу́ра — археологічна культура пізнього палеоліту. Пам'ятки культури — переважно печери в Імеретії (Грузія) в долині р. Квірила на заході Грузії.
Пам'ятки культури служать для періодизації пізнього палеоліту всього Кавказзя. Розділена на три етапи:
- 1 етап характеризується сполученням мустьєрських форм, нуклеусних знарядь, великих гострищ, шкребків, масивних різців і появою пластинок із притупленим краєм.
- ІІ етапі зникають мустьєрські форми, росте число типів гострищ і пластинок із притупленим краєм, з'являються геометричні мікроліти.
- ІІІ етап характеризується перевагою мікроінвентарю.

Для імеретинських пам'яток характерна майже повна відсутність двосторонньої обробки, а також кістяних знарядь.
Пам'ятники цієї культури проявляють певну подібність із верхнім палеолітом Передньої Азії, зокрема із зарзийською і барадостською культурами.